# Hichem Khalil Cherabi
Hichem Khalil Cherabi (arabisch هشام خليل شرابي Hischam Chalil Scharabi, DMG Hišām Ḫalīl Šarābī; * 30. März 1993) ist ein algerischer Leichtathlet, der sich auf den Stabhochsprung spezialisiert hat.

## Sportliche Laufbahn
Erste internationale Erfahrungen sammelte Hichem Khalil Cherabi 2014 bei den Afrikameisterschaften in Marrakesch, bei denen er mit übersprungenen 4,90 m den vierten Platz belegte. Im Jahr darauf gewann er bei den Arabischen Meisterschaften in Madinat Isa mit 4,80 m die Bronzemedaille hinter dem Marokkaner Mouhcine Cheaouri und Mohamed Amin Romdhana aus Tunesien. Daraufhin nahm er erstmals an den Afrikaspielen in Brazzaville teil und siegte dort mit einer Höhe von 5,25 m. 2016 folgte der Gewinn der Goldmedaille bei den Afrikameisterschaften in Durban, bei denen er 5,30 m übersprang. 2017 gewann er bei den Islamic Solidarity Games in Baku mit 5,25 m die Bronzemedaille hinter dem Saudi Hussain al-Hizam und dem Tunesier Romdhana. Anschließend siegte er bei den Arabischen Meisterschaften in Radès mit 5,25 m und schied bei der Sommer-Universiade in Taipeh mit 5,10 m in der Qualifikation aus. 2018 gelang ihm bei den Afrikameisterschaften in Asaba kein gültiger Versuch und 2019 gewann er bei den Arabischen Meisterschaften in Kairo mit 5,10 m die Silbermedaille hinter dem Iraker Muntaher Faleh Abdelwahid. Anschließend verteidigte er bei den Afrikaspielen in Rabat mit 5,00 m erfolgreich seinen Titel und schied daraufhin bei den Militärweltspielen in Wuhan ohne einen gültigen Versuch aus. 2021 wurde er bei den Arabischen Meisterschaften in Radès mit 5,10 m Vierter und im Jahr darauf siegte er mit 5,20 m bei den Afrikameisterschaften in Port Louis, ehe er bei den Mittelmeerspielen in Oran mit 5,30 m den siebten Platz belegte. Im August brachte er bei den Islamic Solidarity Games in Konya keinen gültigen Versuch zustande.
In den Jahren 2012 und 2015 sowie 2017 und 2019 wurde Cherabi algerischer Meister im Stabhochsprung.

## Persönliche Bestleistungen
- Stabhochsprung: 5,50 m, 14. Juni 2015 in Zweibrücken (algerischer Rekord)
  - Stabhochsprung (Halle): 5,22 m, 22. Januar 2016 in Lyon